# En la vía
En la víaes una película en blanco y negro dirigida por el director argentino Alberto Du Bois, según el guion de Aníbal Pastor y Manuel Rojas, que fue coproducida  entre Argentina y Paraguay en 1959. Nunca fue estrenada comercialmente en la Argentina, pero si fue exhibida en Asunción, la capital de Paraguay.
Tuvo como protagonistas a Olga Zubarry (1930-2012), Juan Carlos Altavista (1929-1989), Francisco López Silva (1880-1960) y a los actores paraguayos Ernesto Báez, Carlos Gómez y Emigdia Reisofer.

## Reparto
- Olga Zubarry
- Juan Carlos Altavista
- Francisco López Silva
- Ernesto Báez
- Carlos Gómez
- Mario Casado
- Emigdia Reisofer
- Daniel Lago
- Puchito